# (1452) Hunnia
(1452) Hunnia es un asteroide que forma parte del cinturón de asteroides y fue descubierto por György Kulin el 26 de febrero de 1938 desde el observatorio Konkoly de Budapest, Hungría.

## Designación y nombre
Hunnia recibió inicialmente la designación de 1938 DZ1.
Más adelante se nombró por Hungría, un estado de Europa central.

## Características orbitales
Hunnia está situado a una distancia media del Sol de 3,112 ua, pudiendo acercarse hasta 2,48 ua y alejarse hasta 3,744 ua. Su excentricidad es 0,2032 y la inclinación orbital 14,2°. Emplea 2005 días en completar una órbita alrededor del Sol.